# Armor Lux

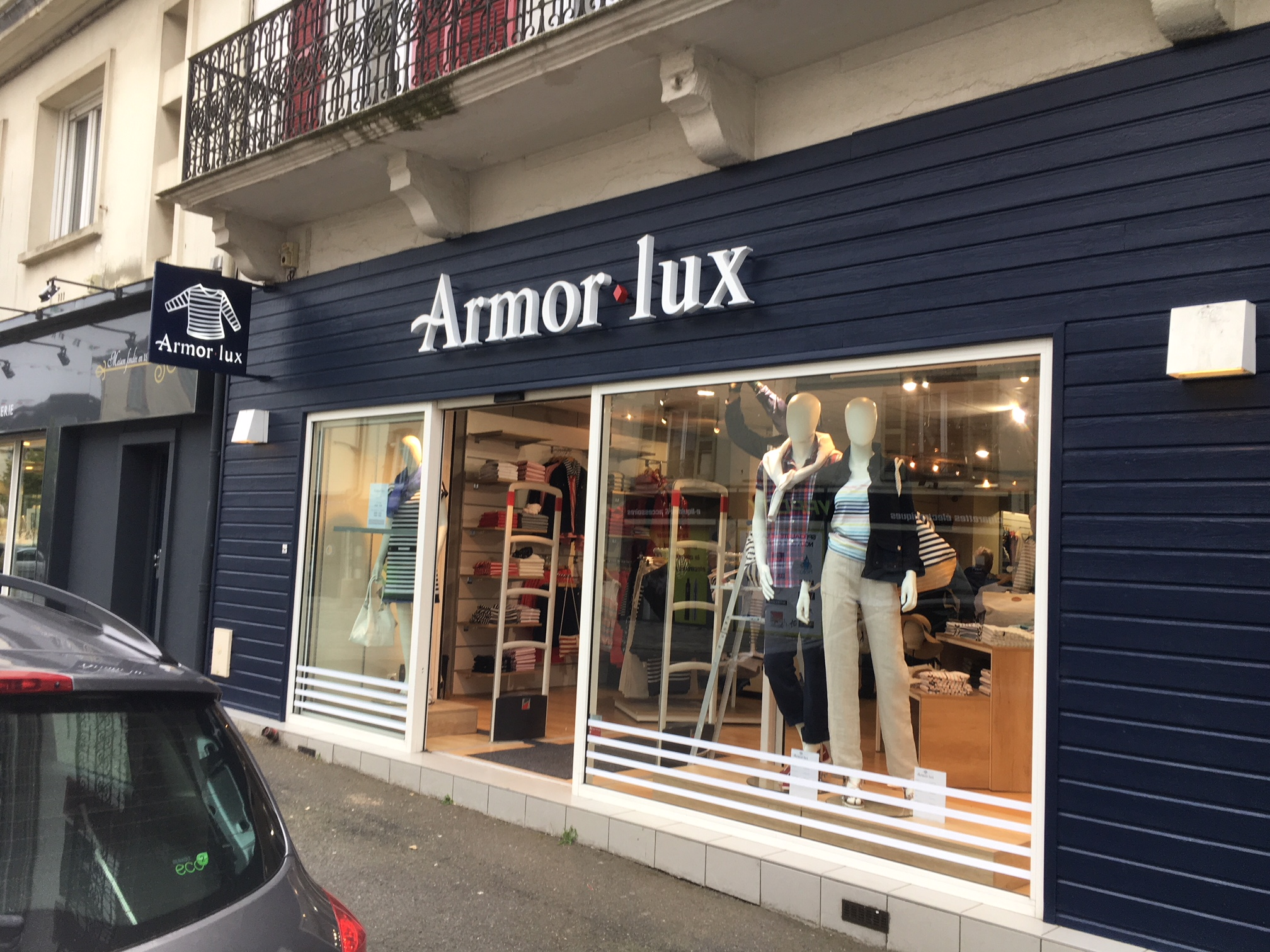
Ladengeschäft von Armor Lux in Carhaix, 2019

Armor Lux (bretonisch armor ‚Küste‘; lateinisch lux ‚Licht‘; Homophon zu französisch luxe ‚Luxus‘) ist eine Marke für Bekleidung des Unternehmens Bonneterie D’Armor SAS mit Sitz in Quimper.
Das Unternehmen wurde 1938 von dem Deutschschweizer Walter Hubacher als Fabrik für Trikotagen gegründet. 1993 wurde es von Jean-Guy Le Floch übernommen. Hauptprodukt und Markenzeichen des Unternehmens sind traditionell Fischer- oder Matrosenhemden (Marinières): Langarmshirts aus elastischer Baumwolle (Interlock) mit maritimen Streifen in Blau und Weiß und U-Boot-Ausschnitt. Armor Lux fertigt in der Bretagne sowie außerhalb Europas, etwa in Tunesien und Marokko.

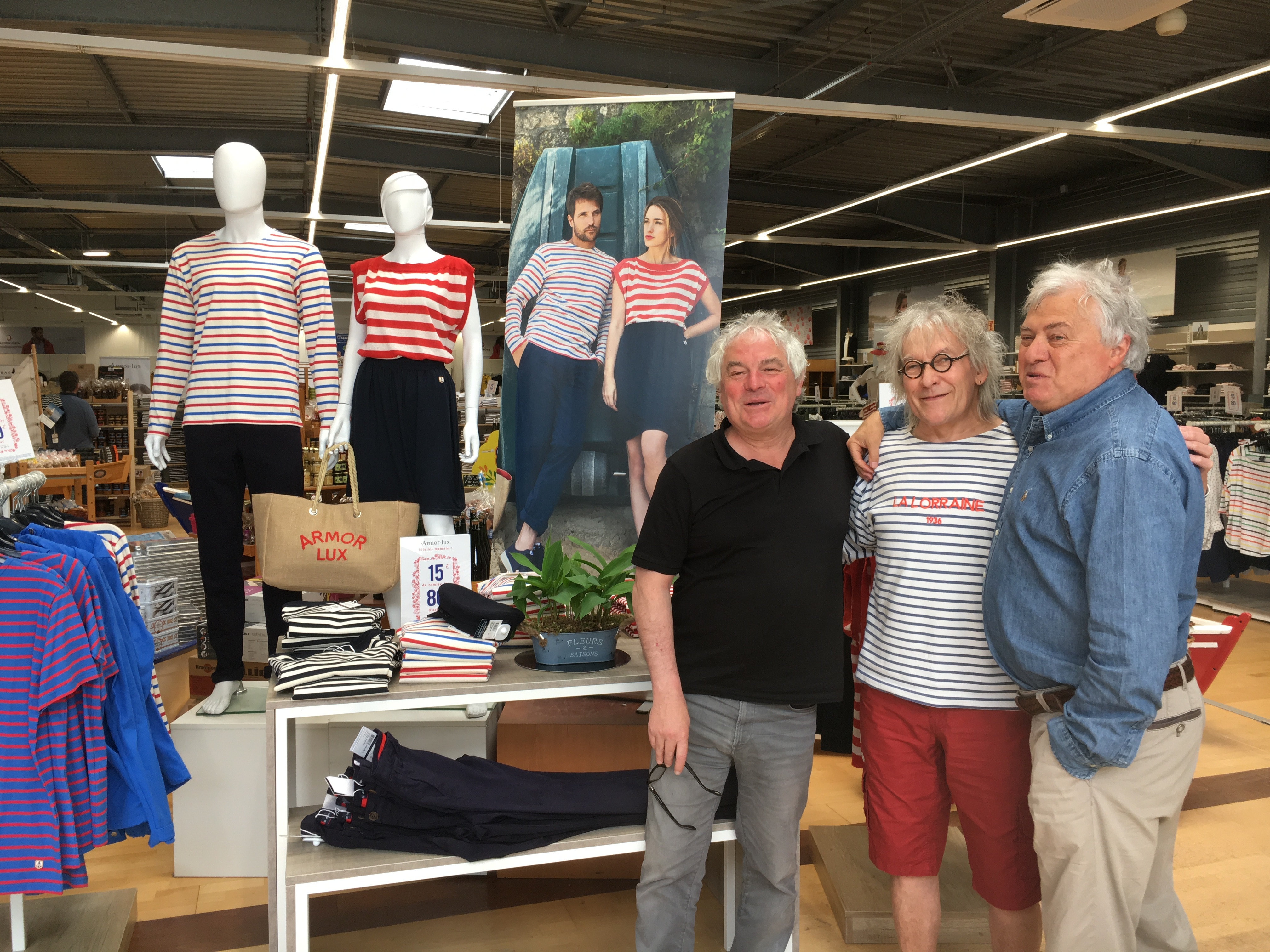
Jean-Guy Le Floch (links), Michel Jossic (Mitte) und Michel Gueguen (rechts) in einem Ladengeschäft von Armor Lux, 2019

Der Jahresumsatz betrug 2014 rund 95 Mio. Euro (2013: 100 Mio. €). Etwa 90 % des Umsatzes werden durch Verkäufe im Inland erzielt. Mit Stand 2015 produzierte das Unternehmen 40 % seiner Kollektionen in drei Werken in Frankreich, davon etwa die Hälfte an zwei Produktionsstandorten in Quimper. 2015 beschäftigte Armor Lux 550 Mitarbeiter und hatte weltweit über 60 unternehmenseigene Geschäfte. Die Produkte werden in diesen sowie in Kaufhäusern vertrieben.
Seit Mitte der 1990er Jahre ist das Unternehmen auch im Bereich der Arbeitskleidung tätig und hat seit dem Jahr 2004 unter anderem die französische Post, die nationale Polizei, die Region Bretagne und die Pariser Flughäfen mit Arbeitskleidung ausgestattet. Ab 2014 lieferte es auch die Uniformen der staatlichen Eisenbahngesellschaft SNCF.